# Xigujia (ort i Kina, Liaoning Sheng, lat 41,73, long 124,18)
Xigujia är en ort i Kina. Den ligger i provinsen Liaoning, i den nordöstra delen av landet, omkring 65 kilometer öster om provinshuvudstaden Shenyang. Antalet invånare är 17 238. Befolkningen består av 8 285 kvinnor och 8 953 män. Barn under 15 år utgör 12,0 %, vuxna 15-64 år 77 %, och äldre över 65 år 10,0 %.
Runt Xigujia är det ganska tätbefolkat, med 90 invånare per kvadratkilometer. Närmaste större samhälle är Jiubing, 11,7 km sydväst om Xigujia. Omgivningarna runt Xigujia är en mosaik av jordbruksmark och naturlig växtlighet.
Genomsnittlig årsnederbörd är 1 120 millimeter. Den regnigaste månaden är juli, med i genomsnitt 254 mm nederbörd, och den torraste är januari, med 9 mm nederbörd.